# باشگاه فوتبال روچدیل تاون
باشگاه فوتبال روچدیل تاون (به انگلیسی: Rochdale Town Football Club) یک باشگاه فوتبال در شهر روچدیل، کشور انگلستان است که در سال ۱۹۲۴ میلادی تأسیس شده‌است.